# 帯広市立南町中学校
帯広市立南町中学校（おびひろしりつ みなみまちちゅうがっこう）は、北海道帯広市に所在する公立（市立）の中学校。

## 生徒
|                       | 生徒数       | 学級数   |
| --------------------- | ------------ | -------- |
| 1学年                 | 218人        | 6クラス  |
| 2学年                 | 219人        | 6クラス  |
| 3学年                 | 205人        | 5クラス  |
| 特別支援学級          | 37人（内数） | 5クラス  |
| 合計                  | 642人        | 22クラス |
| 2021年（令和3年）時点 |              |          |

## 部活動

### 運動部
- 野球部
- サッカー部
- 男子ソフトテニス部
- 女子ソフトテニス部
- 男子バスケットボール部
- 女子バスケットボール部
- 男子バレーボール部
- 女子バレーボール部
- 男子バドミントン部
- 女子バドミントン部
- 卓球部
- 陸上競技部
- アイスホッケー部（合同チーム）

2021年（令和3年）4月現在

### 文化部
- 吹奏楽部
- 美術同好会

2021年（令和3年）4月現在

## 通学区域
- 稲田町[2][5]
- 南町の一部[2][5]
- 南の森の一部[2][5]